# Agaricus silvaticus
Agaricus silvaticus, (Jacob Christian Schäffer, 1774) sin. Psalliota silvatica (sylvatica) (Jacob Christian Schäffer, 1774 ex Paul Kummer, 1871), numit în popor șampinion de pădure sau ciupercă de pădure (ca și Agaricus silvicola precum Agaricus vaporarius), este o  specie saprofită de ciuperci comestibile din încrengătura Basidiomycota, în familia Agaricaceae și de genul Agaricus. Buretele se poate găsi în România, Basarabia și Bucovina de Nord în păduri de conifere, adesea la marginea celora, crescând în grupuri cu numeroase exemplare preferat sub molizi, de la câmpie până la munte, din mai până în octombrie.

## Descriere

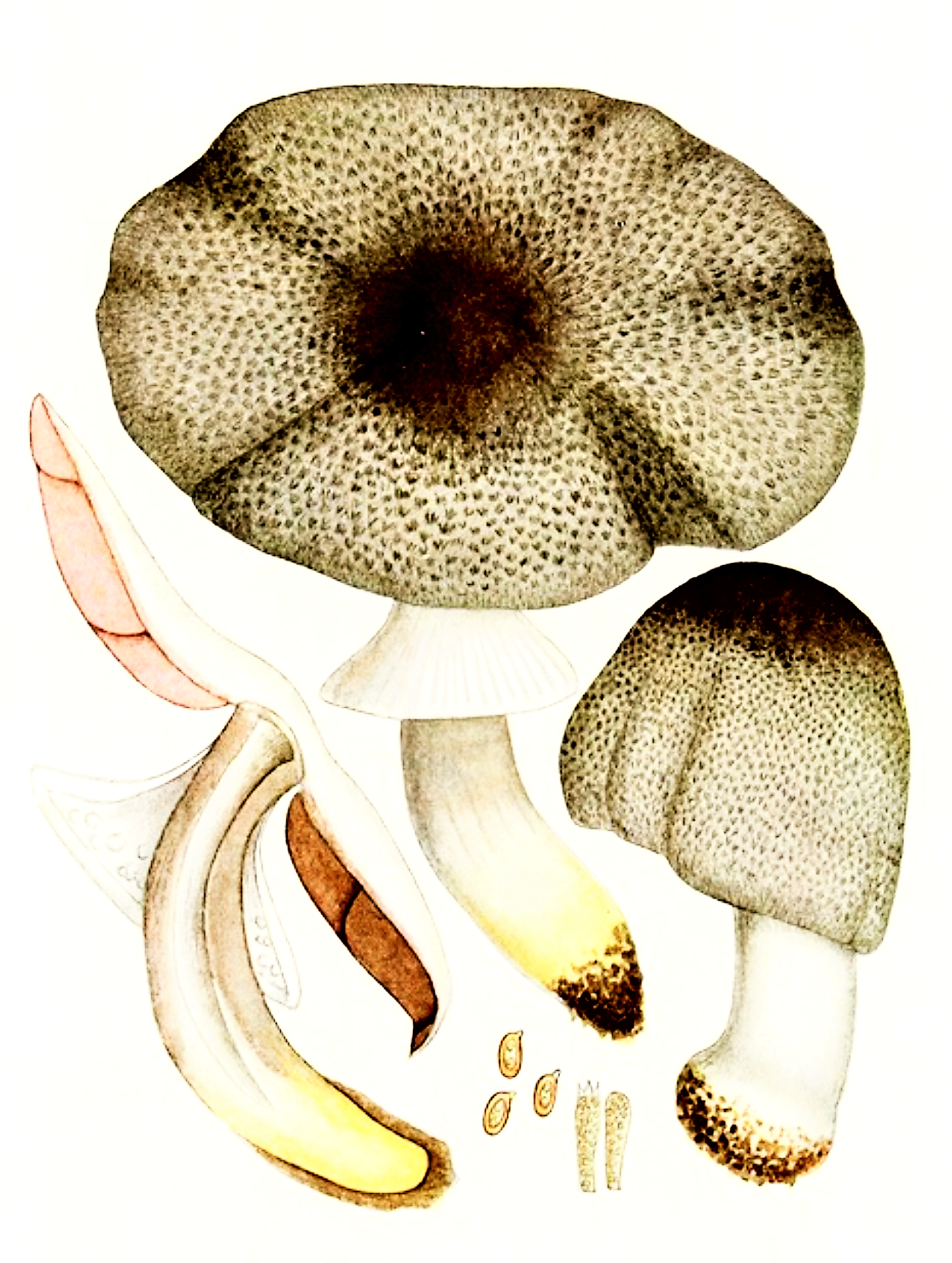
Bres.: Psalliota silvativa

- Pălăria: are un diametru de 6-10 (14) cm și este amenajată central peste picior, fiind inițial relativ cărnoasă, compactă și globuloasă cu marginea răsfrântă către interior, pentru a deveni la maturitate moale, convexă și în sfârșit aplatizată. Culoarea cuticulei variază între albicios și crem și este acoperită cu solzi mătăsoși, fin fibroși, ocru-maronii până maronii-roșiatici, ce sunt tot mai deși către centru pălăriei care este colorat mereu mai închis.
- Lamelele: sunt lungi, aglomerate, strâmte și rotunjite spre picior, deschis gri-violacee până gri-rozalii, schimbând coloritul la bătrânețe în maro de ciocolată, chiar în maroniu-negricios, muchiile fiind albicios-flocoase. La atingere sau leziune ele se decolorează repede carmin.
- Piciorul: are o înălțime de 5-8 (12) cm, o lățime de 0,8-1,5 cm, este cilindric, în tinerețe plin, mai târziu gol pe interior, sfârșind ușor bulbos, fiind deasupra inelului neted, dedesubt scămos, mătăsos-solzos. Culoarea este albicioasă, în vârstă deseori gri, spre bază ușor gălbuie. În caz de leziune sau presiune se decolorează imediat sângeriu. Tija prezintă o manșetă largă, membranoasă, adesea ruptă, care se află apropiat de pălărie. Suprafața superioară a inelului este alb-rozalie (la bătrânețe maronie datorită sporilor) cea inferioară este albă.
- Carnea: este consistentă, albă, dar la o secțiune longitudinală sau transversală își schimbă rapid culoarea de la galben-roșiatic în purpuriu, devenind după câteva minute maronie în părțile colorate. Ea are un miros foarte aromatic și plăcut, gustul fiind delicios.
- Caracteristici microscopice: Sporii sunt netezi și elipsoidali cu o dimensiune cuprinsă între 4,5–6 × 3–3,5 microni. Culoarea lor este de un maroniu închis.[4][5]
- Reacții chimice: Buretele se decolorează cu 1-naftol roșu și cu piramidon violet.[6]

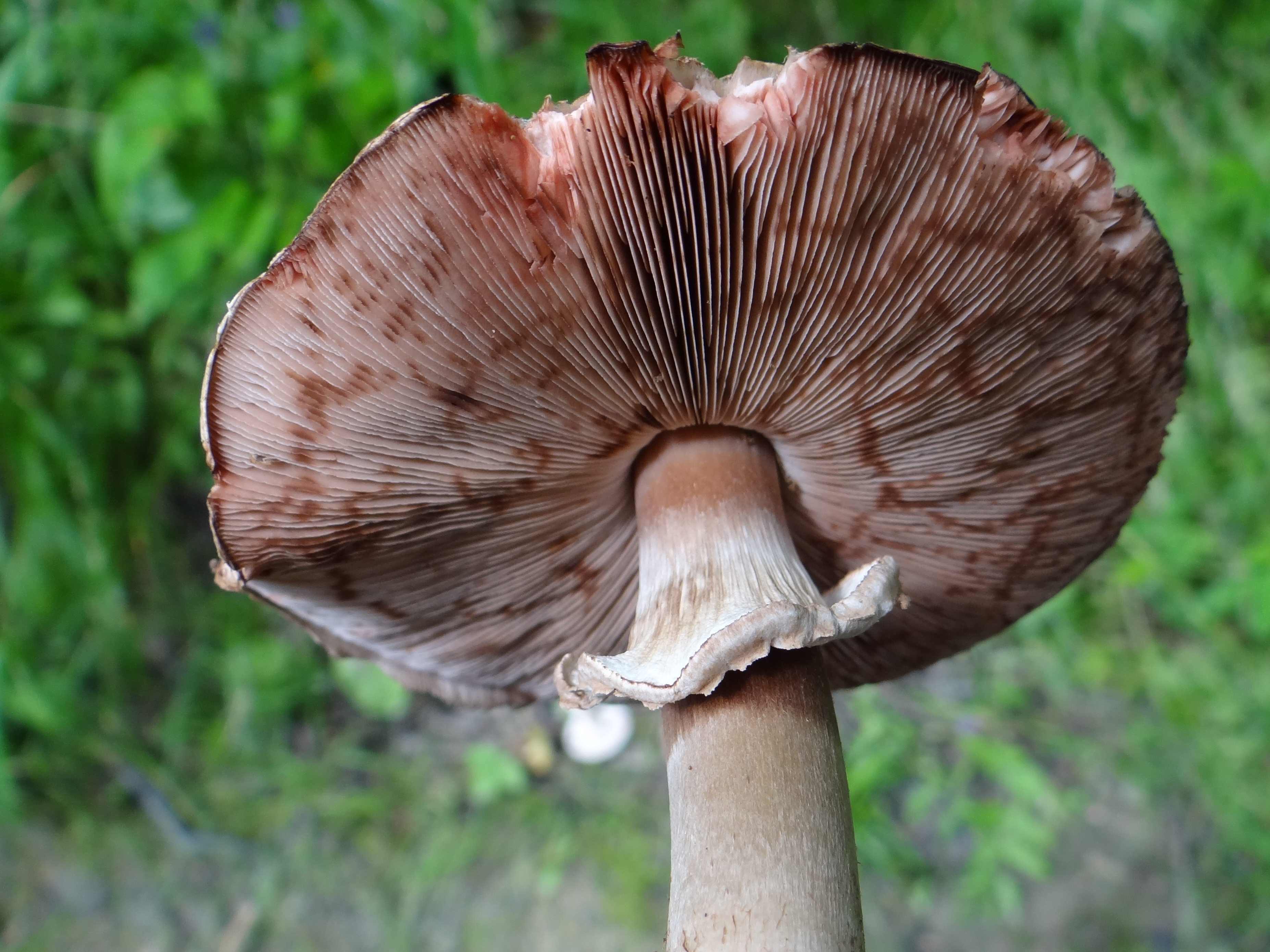
A. silvaticus, lamele, inel
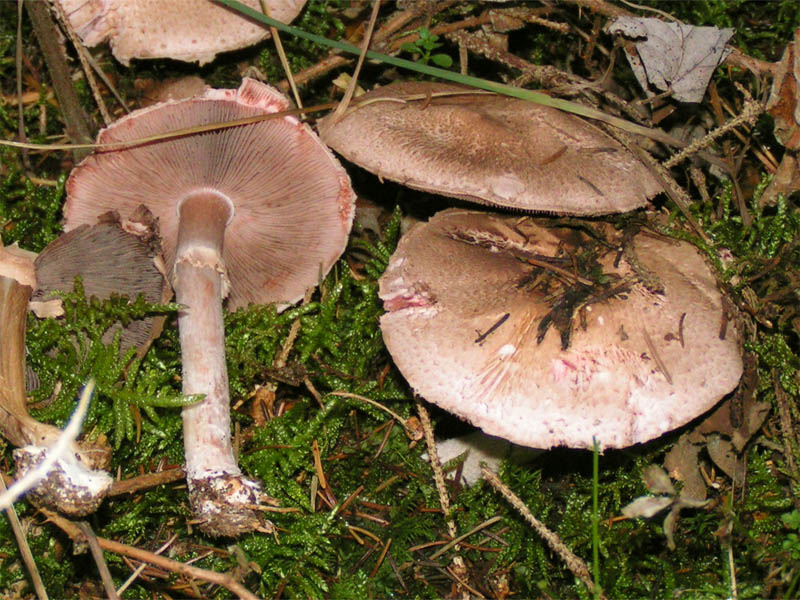
A. silvaticus mature

## Confuzii
În mod general șampinionul de pădure poate fi doar confundat cu alte specii comestibile de genul Agaricus cum sunt: Agaricus augustus tânăr, Agaricus bisporus, mai micul Agaricus comtulus, Agaricus bresadolanus (otrăvitor), Agaricus cupreobrunneus, Agaricus langei, Agaricus osecanus, Agaricus subperonatus sau Agaricus vaporarius, respectiv unor specii fără inel, ca de exemplu Tricholoma atrosquamosum sin. Tricholoma squarrulosum (comestibil), Tricholoma imbricatum (comwstibil) sau Tricholoma terreum, tot comestibile, dar și cu de exemplu otrăvitorul Agaricus placomyces.

## Specii asemănătoare în imagini

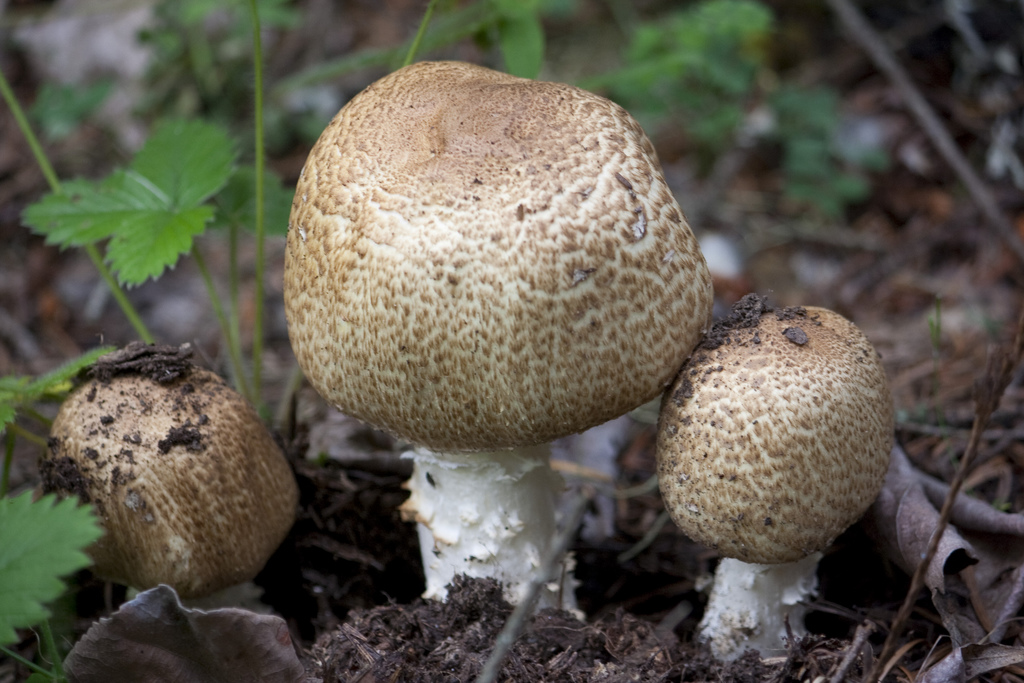
Agaricus augustus
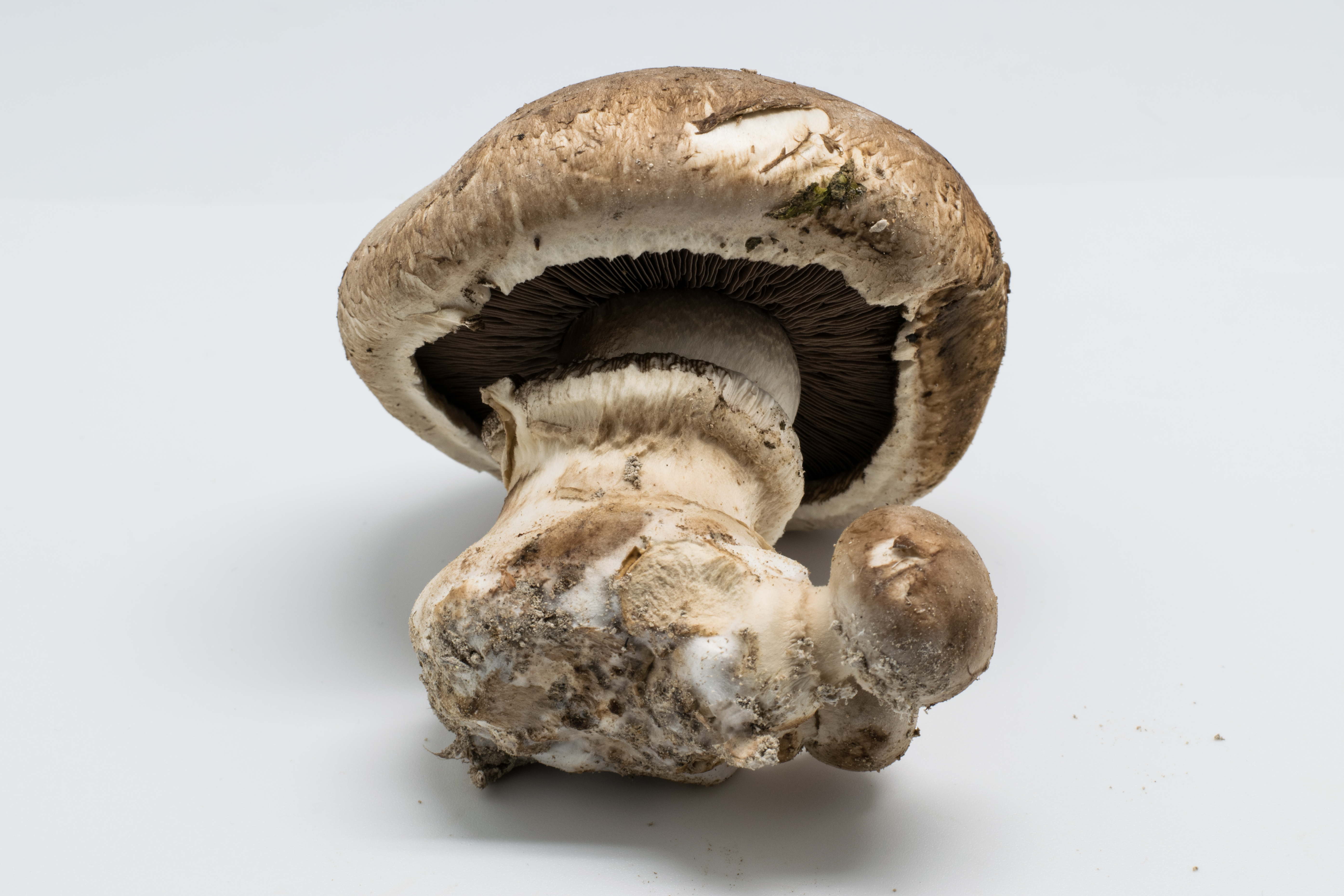
Agaricus bisporus
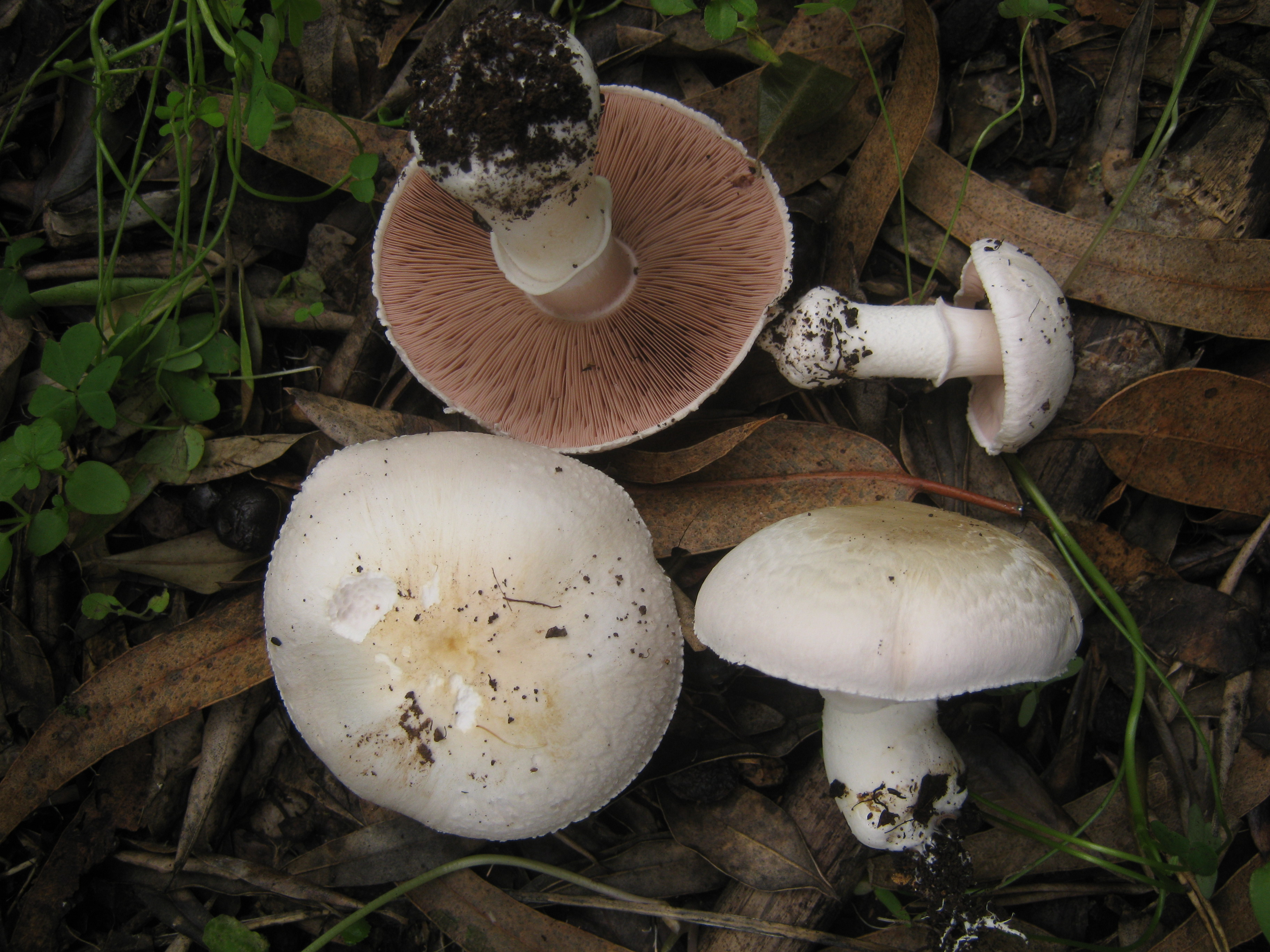
!!Agaricus bresadolanus!!
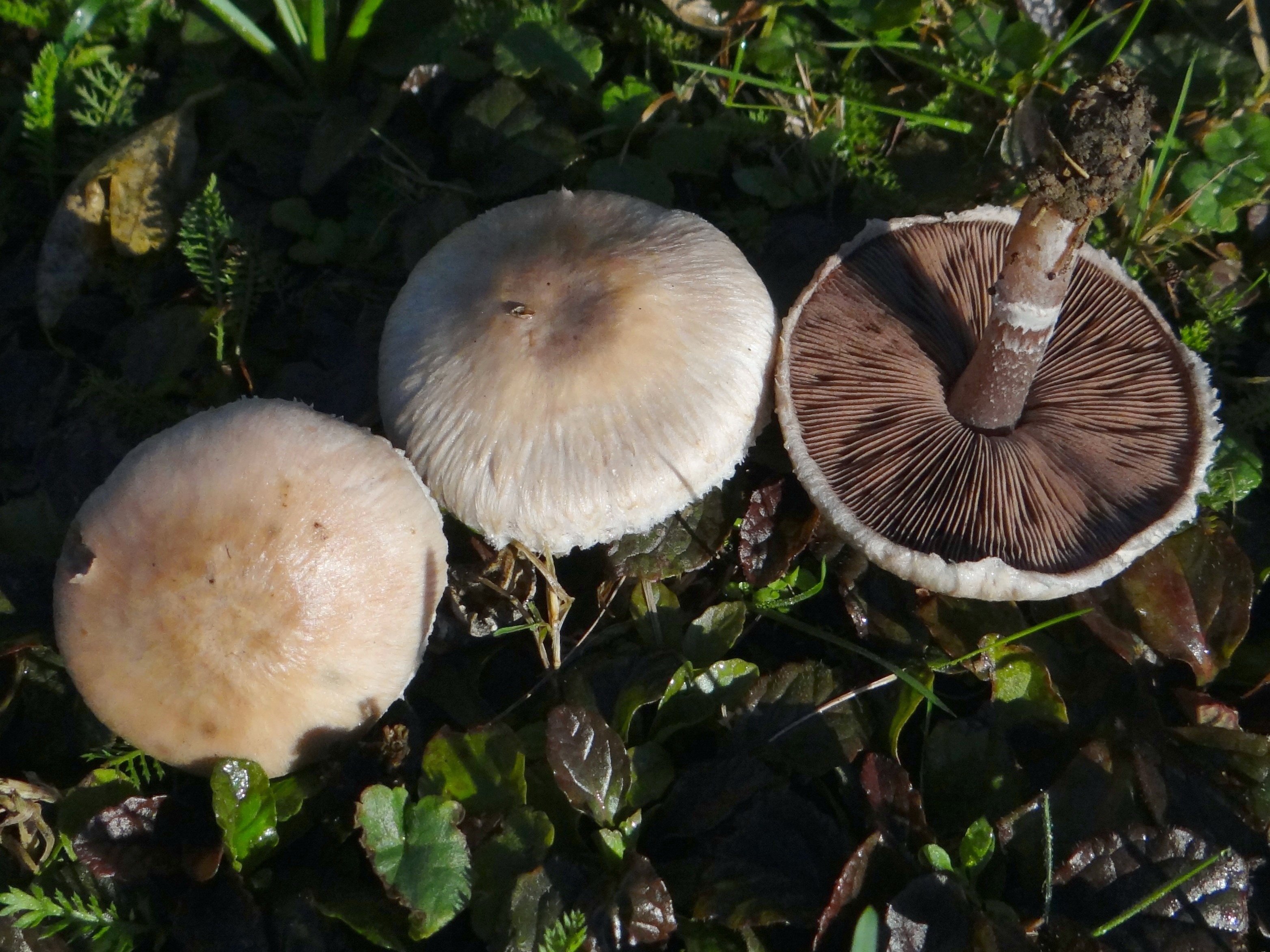
Agaricus comtulus
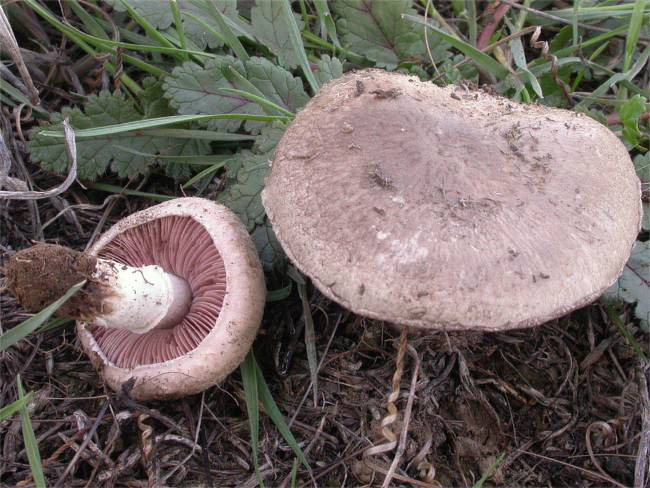
Agaricus cupreobrunneus

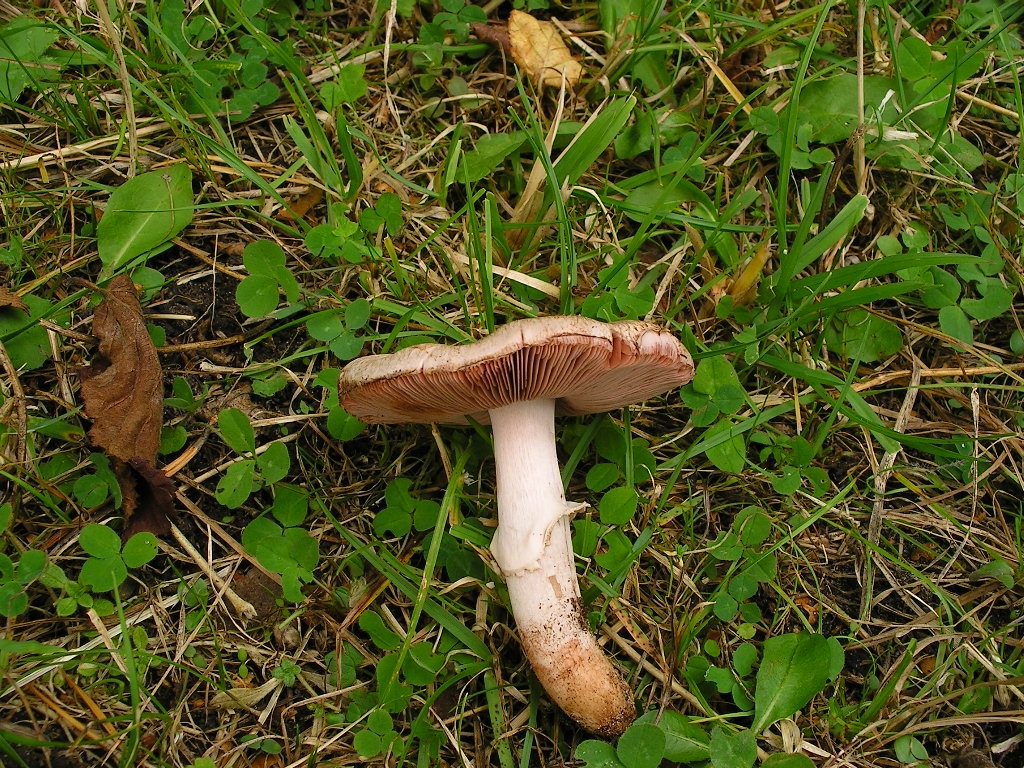
Agaricus langei
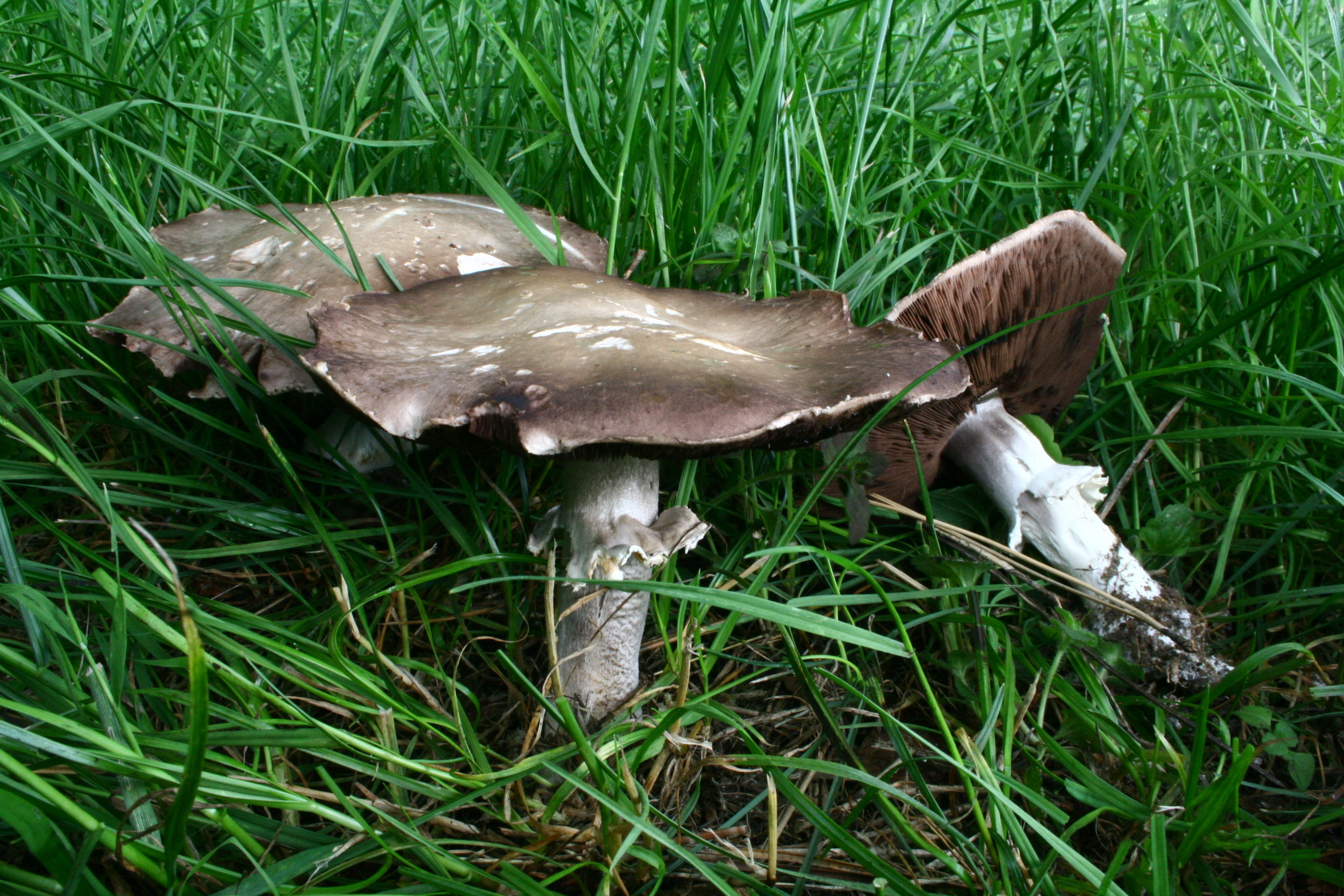
Agaricus osecanus
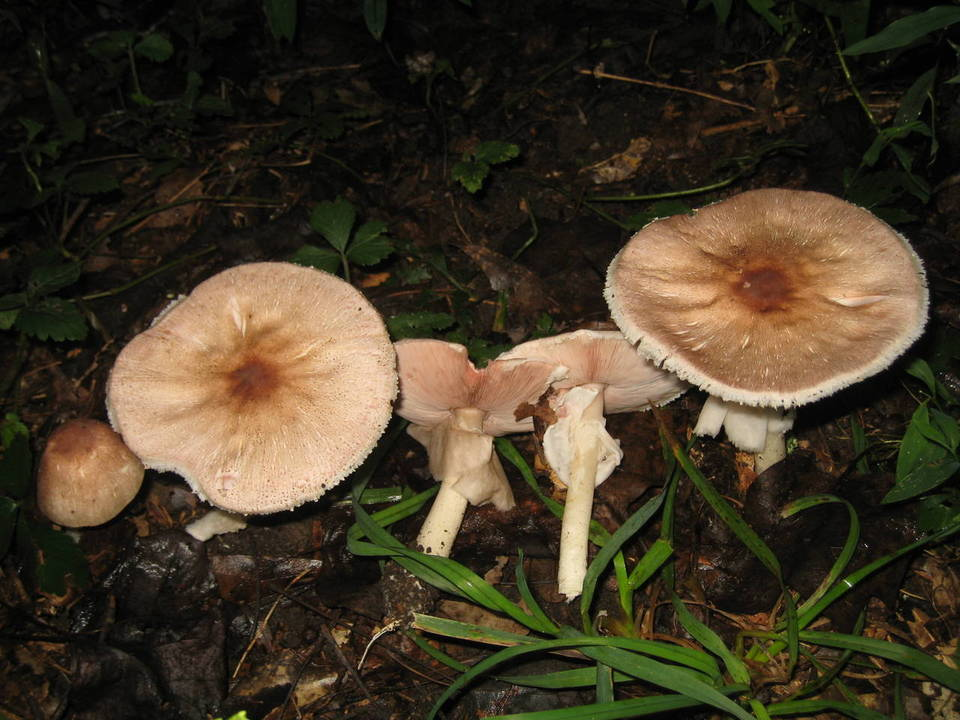
!!Agaricus placomyces!!
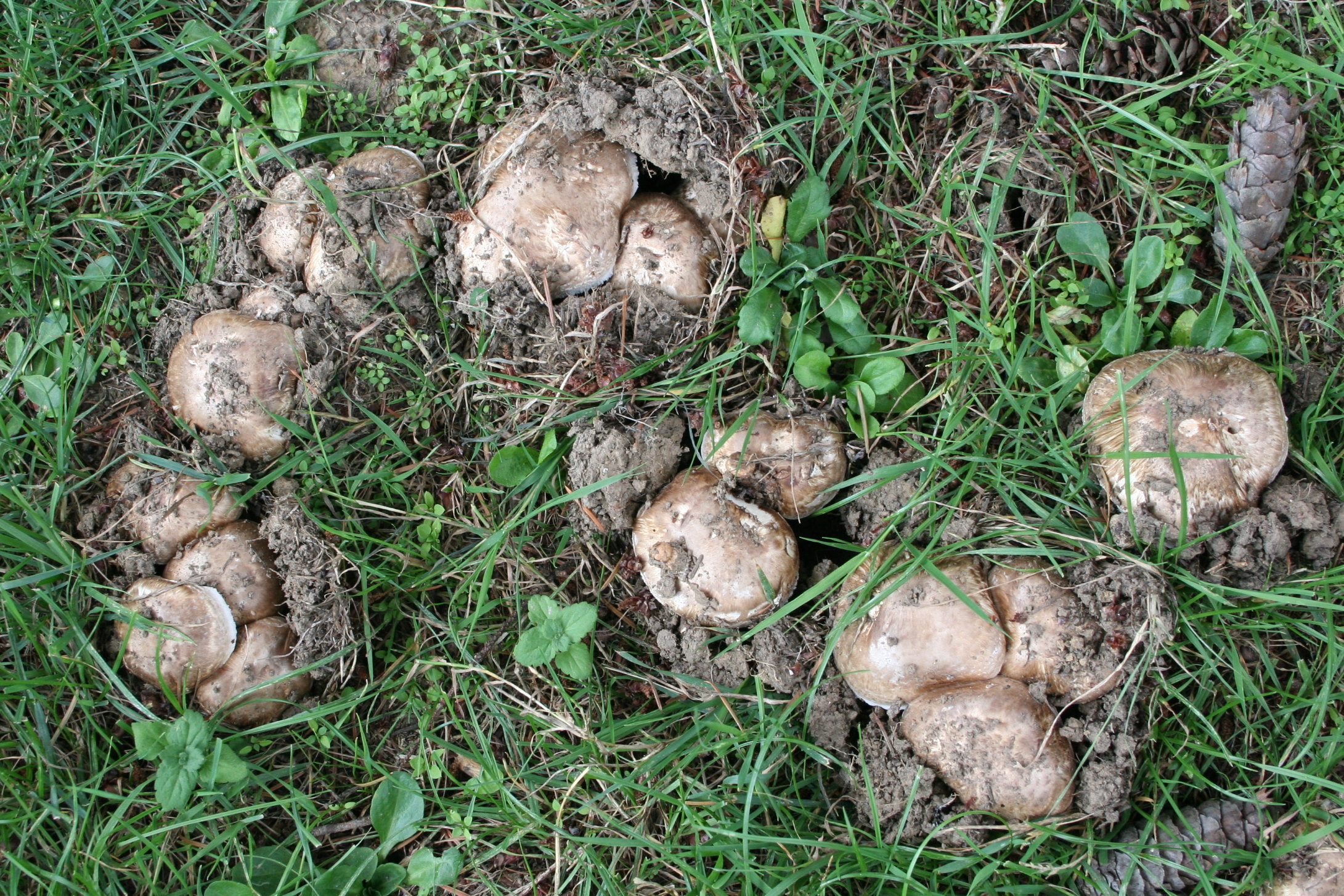
Agaricus subperonatus

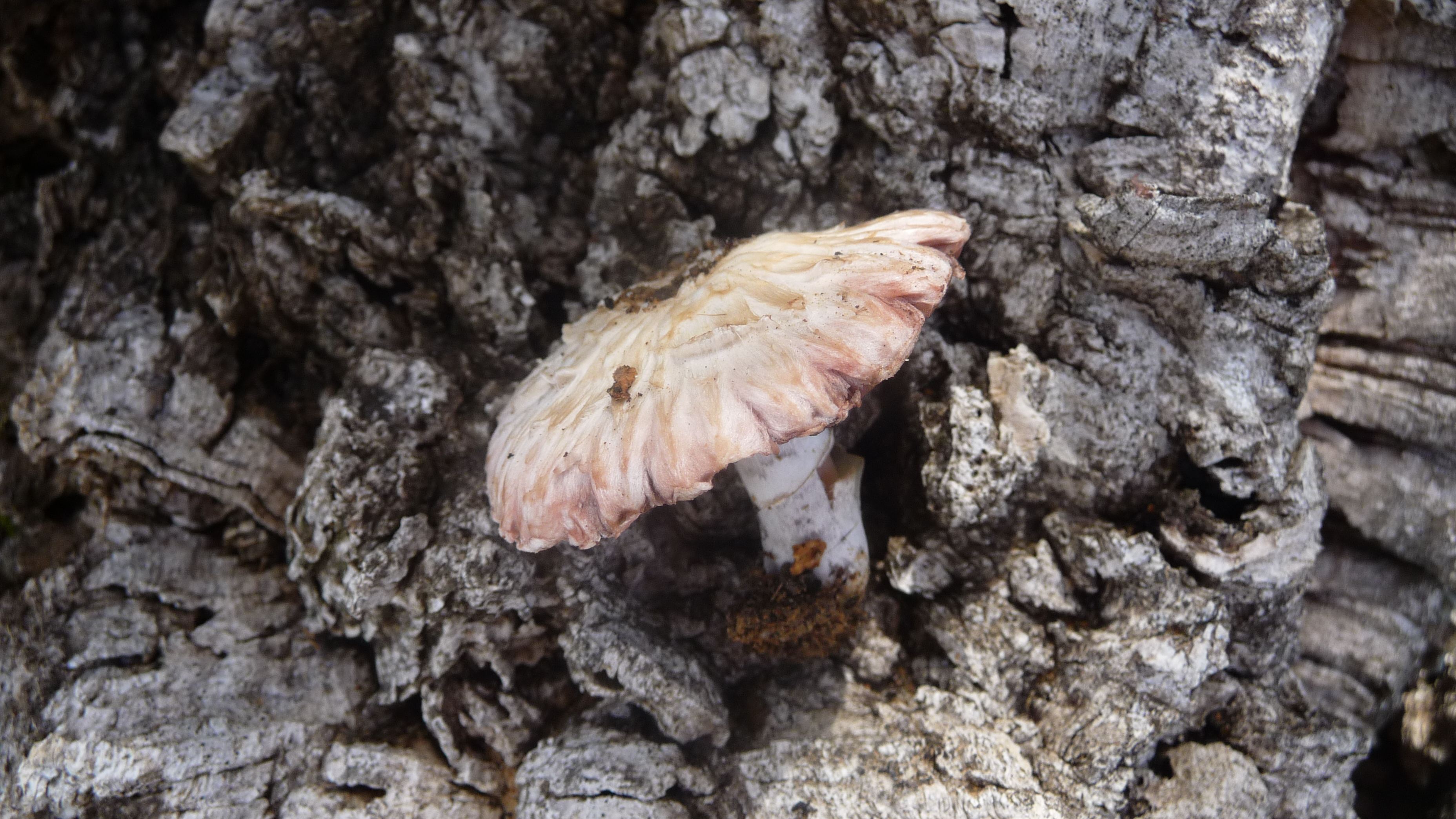
Agaricus vaporarius
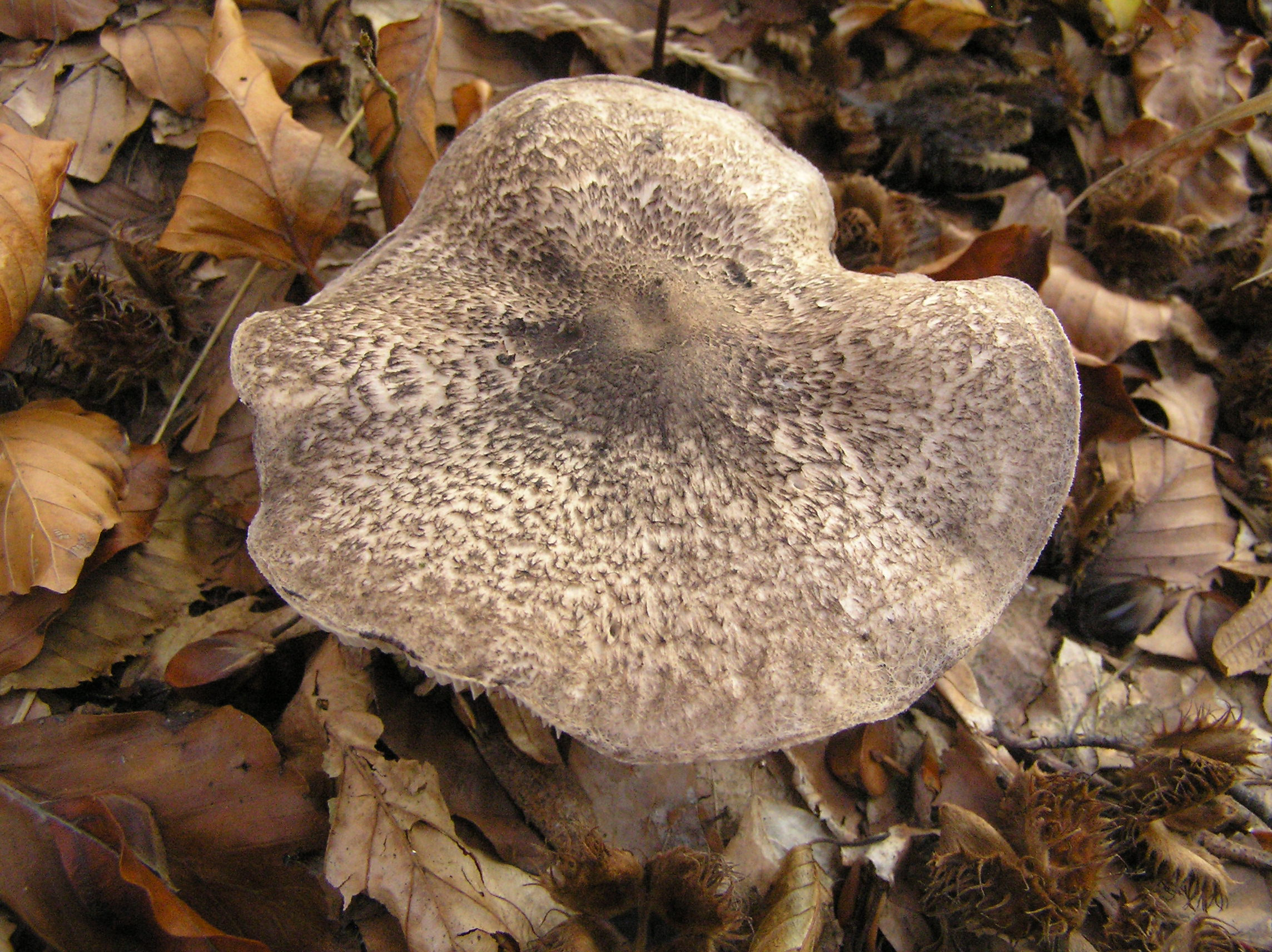
Tricholoma atrosquamosum
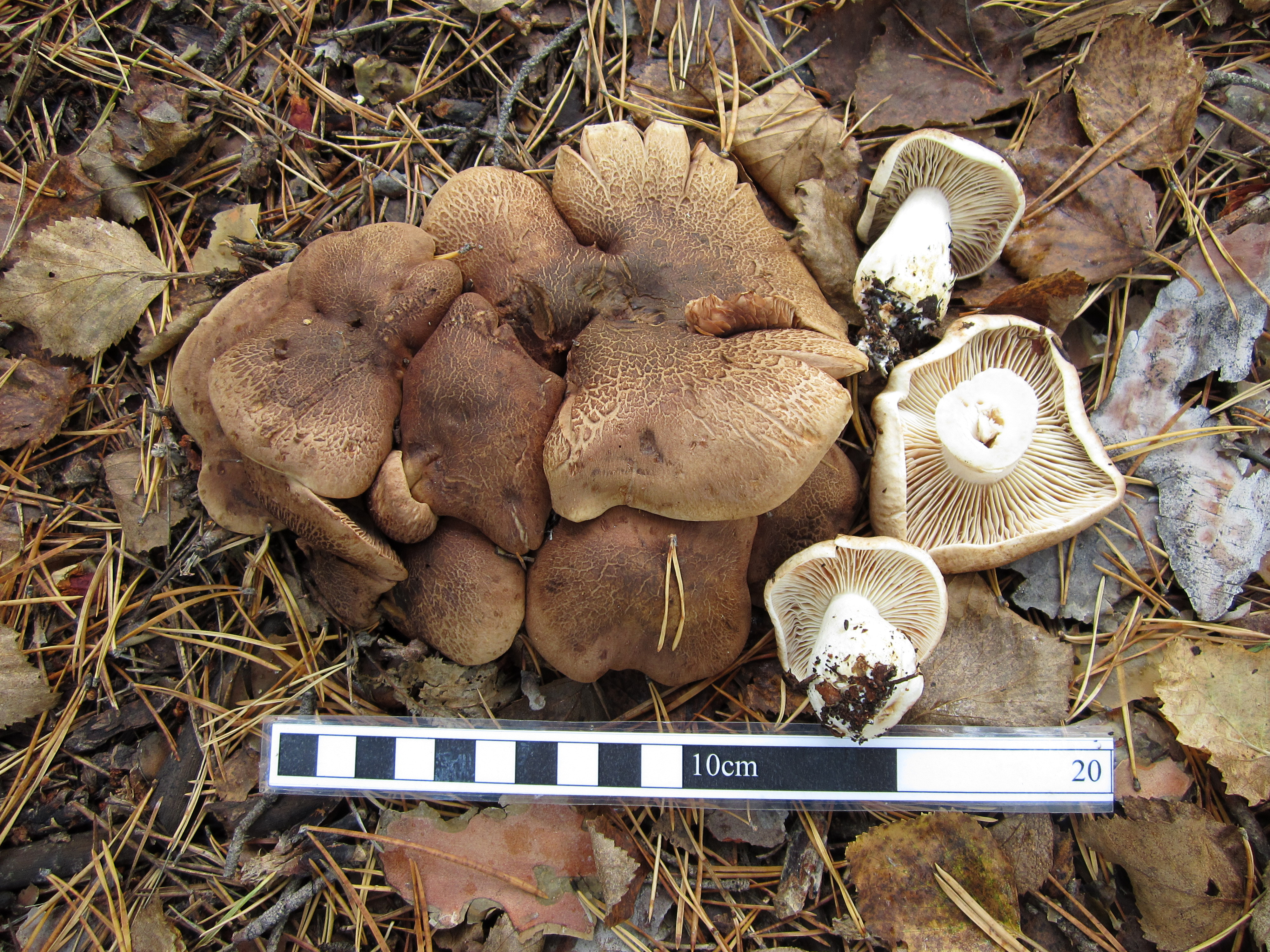
Tricholoma imbricatum
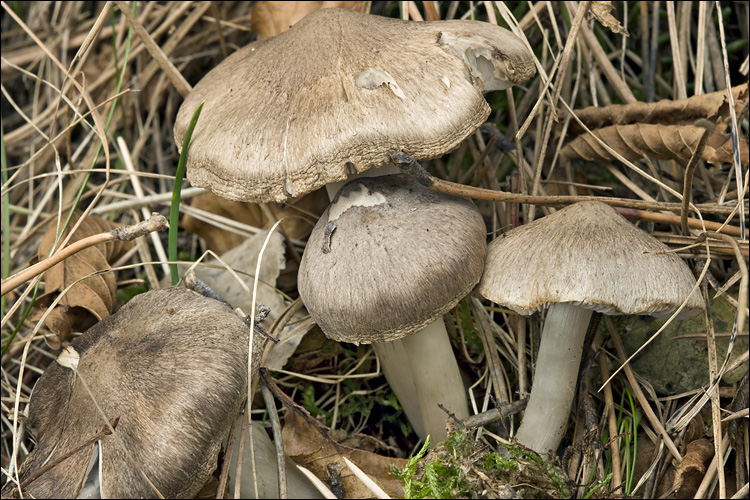
Tricholoma terreum

## Valorificare
Șampinionul de pădure este un burete mult căutat și consumat, fiind gustos și de calitate bună. El  poate fi pregătit ca ciulama, de asemenea împreună cu alte ciuperci sau adăugat la un sos de carne, în special de vânat. Gustos este de asemenea cu jumări de ou, prăjit în unt cu verdețuri, ca umplutura unei plăcinte de foaie sau în mod ardelean (seu de porc, ceapă, ciuperci tăiate, morcov, păstârnac, boia ardei, smântână).